# Pancreatitis
Pancreatitis is een ontsteking van de alvleesklier (pancreas). De ziekte ontstaat door aantasting van het weefsel door eigen spijsverteringssap.
Er bestaan twee vormen van pancreatitis: acute pancreatitis en chronische pancreatitis. Beide zijn ernstige aandoeningen die met veel pijn gepaard kunnen gaan. Een chronische pancreatitis duurt langer dan zes maanden.

## Oorzaken
Acute pancreatitis
De voornaamste oorzaken van acute pancreatitis zijn galstenen (55%), alcoholisme (25%), verwonding (trauma), hypercalciëmie (te veel calcium in het bloed), hyperlipidemie (te veel vetten in bloed), erfelijke factoren, hemochromatose (een ijzerstapelingsziekte) en ischemie. Een andere mogelijke oorzaak van overmatige irritatie van de pancreas is een ERCP-onderzoek en het soms gelijktijdig plaatsen van een stent in de galwegen bij galgang en alvleeskliertumoren. In sommige gevallen is de acute pancreatitis een bijwerking van medicijnen, zoals bijvoorbeeld azathioprine. Bij de overige gevallen is de oorzaak niet bekend.
Chronische pancreatitis
Chronische pancreatitis wordt vaak veroorzaakt door alcoholmisbruik en kan ook veroorzaakt worden door een stofwisselingsziekte (hyperlipoproteïnemie, hypercalciëmie), erfelijke aanleg (mucoviscidose), verwonding (trauma), een obstructie (blokkade) van de papil van Vater als gevolg van een vernauwing of een tumor.

## Symptomen

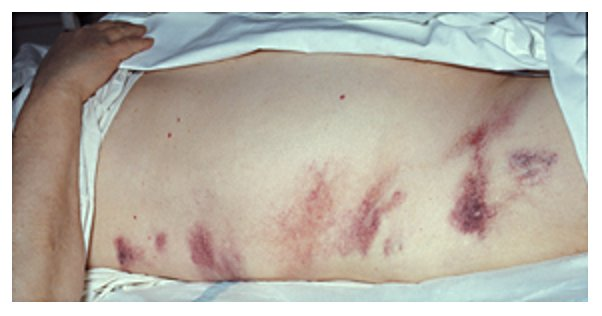
Een patiënt met het teken van Grey Turner

Chronische pancreatitis kan asymptomatisch zijn of buikpijn, malabsorptie, koorts of diabetes mellitus geven.
De pijn wordt meestal diep in de bovenbuik naar de rug gevoeld, in hoogte van dag tot dag variërend. In een vroeg stadium van de ziekte kan de pijn episodisch optreden: aanwezig zijn voor dagen of weken en dan verdwijnen voor meerdere maanden vooraleer terug te keren.
Aanvallen van acute pancreatitis kunnen bovenop chronisch pijnverloop optreden.
Aangezien de eilandjes van Langerhans in de pancreas gelegen zijn, kan als symptoom diabetes mellitus type-1 optreden.
Uiteindelijk kan er peritonitis en shock optreden.

## Behandeling
Acute pancreatitis:
- in eerste instantie: ruime hoeveelheid vocht per infuus en non per os (niets in de mond).
- als de genezing meer dan 2 dagen duurt: sondevoeding. Sondevoeding is beter dan gebruik van zogenaamde parenterale voeding
- routinematig gebruik van antibiotica is niet zinvol
- indien infectie van afgestorven alvleesklierweefsel (necrose) is opgetreden dient dit operatief verwijderd te worden, liefst door eerst drainage met een buisje door de radioloog door de huid geplaatst en indien dit niet voldoende werkt een kijkoperatie (VARD-operatie). Deze wordt maar in enkele Nederlandse ziekenhuizen uitgevoerd. Coördinatie hiervan vindt plaats door de Pancreatitis Werkgroep Nederland.[2]

Chronische pancreatitis:
- Pijnbestrijding via orale inname van pijnstillers, de (tijdelijke) verbranding -door alcohol- van de zenuwen rond het pancreas, een geïmplanteerde morfinepomp.
- medicamenteus door toepassing van antacida, spijsverteringsenzymen bij de maaltijden en vetbeperking in het dieet en (indien nodig) pijnstillers;
- als suikerziekte (of diabetes mellitus) is opgetreden door pancreatitis, behandelen met insuline
- door middel van het endoscopisch plaatsen van een buisje of stent in de afvoergang van het pancreas om betere afvloeiing van de pancreassappen te verkrijgen
- operatief met wegname van aangetaste delen en om een betere afvloeiing van de pancreassappen te verkrijgen
- operatief door een totale pancreasresectie

Landelijk online expertpanel:
- De Pancreatitis Werkgroep Nederland heeft een expertpanel waar familieleden en artsen en patiënten opgenomen met ernstige acute pancreatitis gebruik van kunnen maken.
- Het expertpanel bestaat uit 14 chirurgen, maag-darm-artsen en radiologen uit 7 ziekenhuizen, gespecialiseerd in ernstige acute pancreatitis.
- Het expertpanel geeft binnen 24 uur na raadpleging advies.
- Het advies kan uitgevoerd worden in het lokale centrum of de patiënt kan overgeplaatst worden naar een van de 22 ziekenhuizen van de Pancreatitis Werkgroep Nederland.[2]